# Cheiramiona stellenboschiensis
Cheiramiona stellenboschiensis là một loài nhện trong họ Miturgidae.
Loài này thuộc chi Cheiramiona. Cheiramiona stellenboschiensis được miêu tả năm 2003 bởi Lotz.